# Werner Vogt (Heimatforscher, 1931)

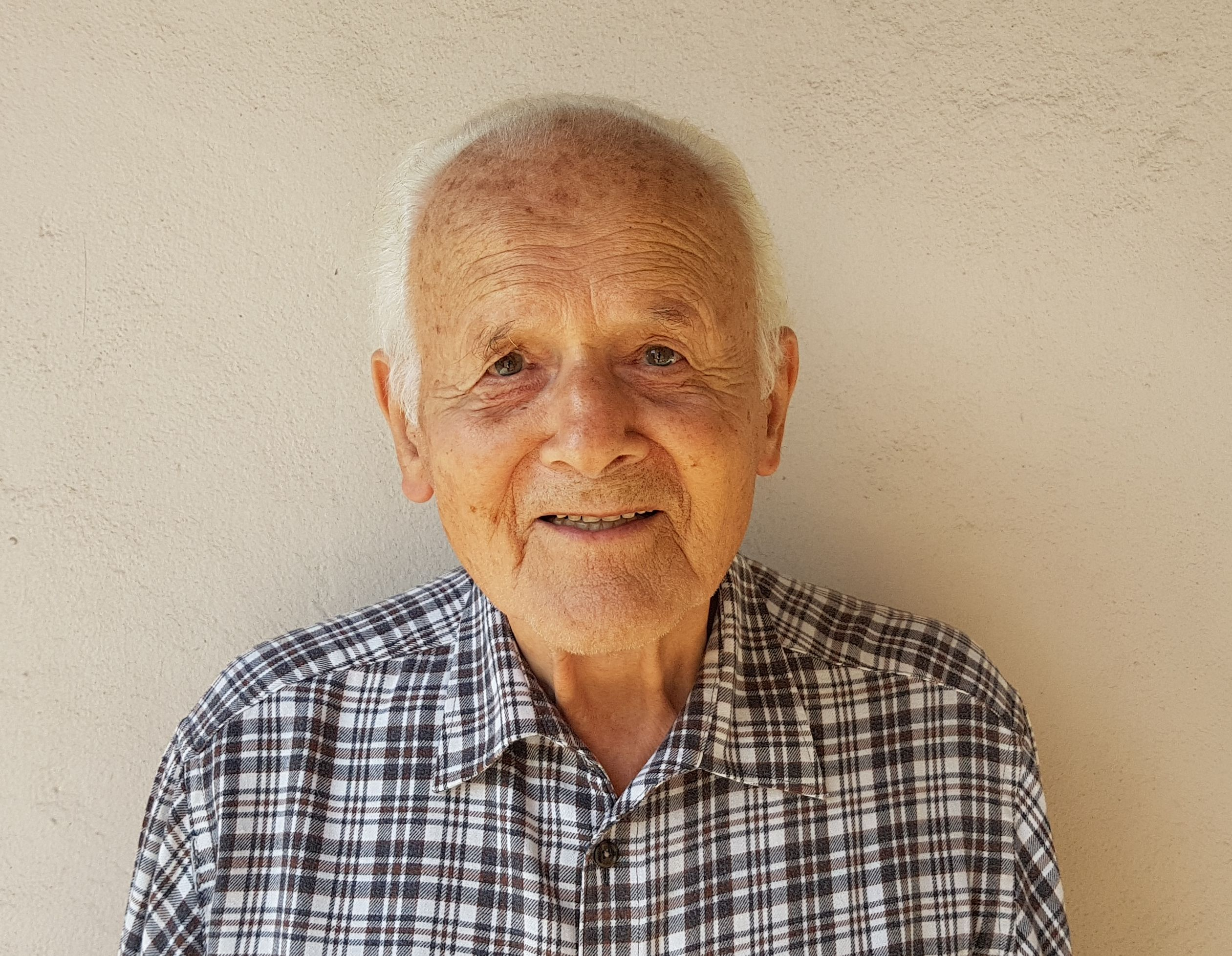
Werner Vogt (2019)

Werner Vogt (* 31. Mai 1931 in Wien; † 14. Mai 2020) war ein österreichischer Buchautor, Historiker und Heimatforscher aus Vorarlberg.

## Leben
Werner Vogt wurde als Sohn des Ludwig Ernst Vogt (* 1895 in Bregenz; † 8. Oktober 1956) und Hildegard (* Stummer am 9. Januar 1901; † 1984) geboren. Die Familie stammt aus Riefensberg. Der Großvater (1839–1933) arbeitete u. a. bis zu seiner Pensionierung 1919 bei den Vorarlberger Kraftwerken, weswegen die Familie nach Bregenz zog.
Werner Vogt besuchte von 1937 bis 1941 die Volksschule Wien, von 1941 bis 1944 die Hauptschule in Amstetten und kurz noch 1944 in Bregenz.
Er war ab dem 8. Oktober 1955 verheiratet mit Herma Katharina (* Ober am 2. April 1935) und aus der Ehe entstammen fünf Mädchen. Er lebte in Hard in Vorarlberg.
Er war seit 1947 über viele Jahre Alpinkletterer und Mitglied des österreichischen Alpenvereins.

## Berufliche Tätigkeit
Werner Vogt begann 1945 die berufliche Laufbahn mit einer Lehre bei Zivilgeometer Arnold Fussenegger in Bregenz bis 1948. Er besuchte zudem ein halbes Jahr die Vermessungsschule in Rotholz im Zillertal (1949).
Am 1. August 1949 erhielt er eine Anstellung bei der Vorarlberger Landesregierung im Landes-Wasserbauamt und ging in dieser Abteilung am 1. Juli 1991 in Pension. 1957 wurde er pragmatisiert.
Von 1975 bis 2005 war Werner Vogt Mitglied und Sprecher bei der Vorarlberger Nomenklaturkommission, die weitere Gutachten zur Bezeichnung und Schreibweise von Örtlichkeiten in Vorarlberg erstattete.

## Heimatforscher und Historiker

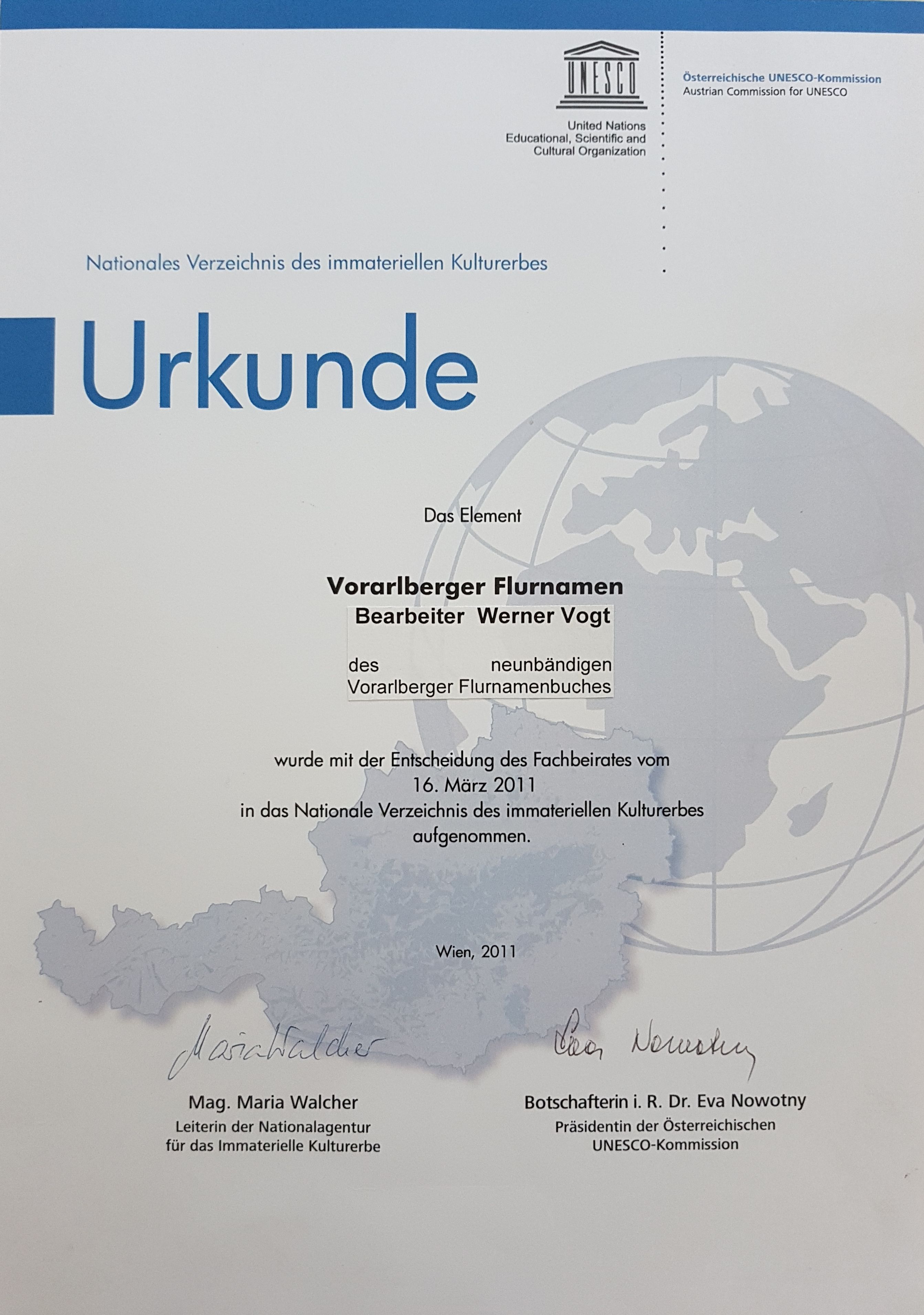
UNESCO-Urkunde über die Aufnahme des Vorarlberger Flurnamenbuches in das nationale Verzeichnis des immateriellen Kulturerbes

Werner Vogt ist als Historiker Autodidakt und seit Jahrzehnten in der Heimatforschung mit dem Schwerpunkt Flurnamen und Heimatkunde tätig und hat in diesem Zusammenhang eine Vielzahl von Büchern, Aufsätzen in Fachzeitschriften geschrieben, Exkursionen und Vorträge gehalten und wurde so über die Grenzen mit der Erforschung der Flurnamen bekannt.
1965 begann er mit der Flurnamensforschung, wobei er u. a. zu Beginn von Josef Zehrer unterstützt wurde. Im Rahmen von Flurnamenkommissionen war Vogt in Vorarlberg auf Landes- und Gemeindeebene bis 1995 beratend tätig. Er hat in allen 96 Vorarlberger Gemeinden die Flurnamen aufgenommen und diese in einem neunbändigen Werk publiziert (siehe: Vorarlberger Flurnamenbuch). Um die Flurnamen korrekt deuten zu können, lehrte er sich selbst das Rätoromanische. Das Vorarlberger Flurnamenbuch von Werner Vogt wurde von der Österreichischen UNESCO-Kommission am 16. März 2011 in das Nationale Verzeichnis des immateriellen Kulturerbes aufgenommen.
Er baute zudem in Kooperation mit dem Heimatpflegeverein Egg das Bregenzerwald Archiv auf und war an der Entstehung und Betreuung einer Vielzahl von Heimatbüchern oder Büchern über Alpen etc. redaktionell und/oder als Autor in heimatkundlichen Schriften in 21 Gemeinden beteiligt.
Vogt war langjähriges Mitglied im Vorarlberger Landesmuseumsverein, mit welchem er in Zusammenarbeit mit dem damaligen Präsidenten Edwin Oberhauser intensive, landeskundliche Forschung betrieb. Aus dieser Zeit stammen diverse Publikationen, wie auch das Vorarlberger Flurnamenbuch.

## Ehrungen

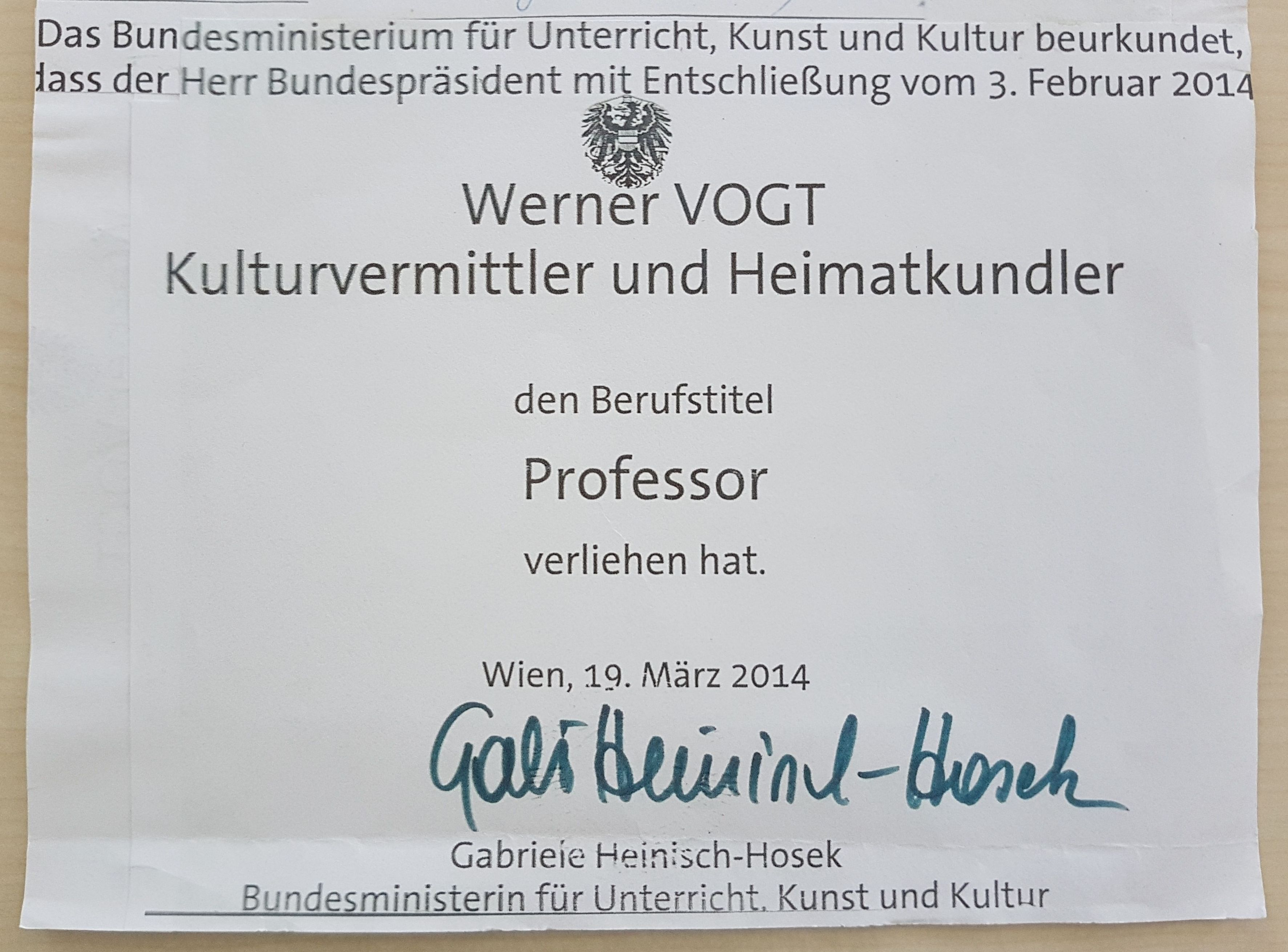
Urkunde über die Verleihung des Berufstitels „Professor“ an Werner Vogt

- 19. März 2014 Verleihung des Berufstitels „Professor“ an Werner Vogt nach Ernennung durch den Bundespräsidenten Heinz Fischer[Anm 4] durch das Bundesministerium für Unterricht, Kunst und Kultur;[7]
- 2. März 2012 Verleihung des Ehrenzeichens des Vorarlberger Alpwirtschaftsvereins bzgl. der Erforschung der Vorarlberger Alpwirtschaft;
- 30. April 2004 Ehrung durch den Heimatpflegeverein Großes Walsertal für seine Tätigkeit der Forschung und Weiterbildung im Tal;
- 24. Oktober 2003 Verleihung des Bundes-Ehrenzeichens durch Bundeskanzler Wolfgang Schüssel;
- 3. Mai 2001 Ehrenurkunde des Heimatpflegevereins Bregenzerwald für seine Tätigkeit der Forschung und Weiterbildung im Bregenzerwald;
- 1. Dezember 1990 Verleihung des großen Ehrenzeichens der Leopold-Franzens-Universität in Innsbruck für die besonderen Verdienste um die Erforschung der romanischen Namen in Vorarlberg, Süd- und Westtirol;
- 10. Oktober 1989 Verdienstzeichen des Landes Vorarlberg für die Sammlung und Aufzeichnung der Flurnamen in Vorarlberg;

## Trivia
Zusammen mit seiner Ehefrau Herma hat Werner Vogt im Lawinenwinter 1954 in Blons im Großen Walsertal eine Unterstützungs-Postkarte herausgegeben und verkauft, um die Opfer der Lawinenkatastrophe finanziell unterstützen zu können.

## Literatur

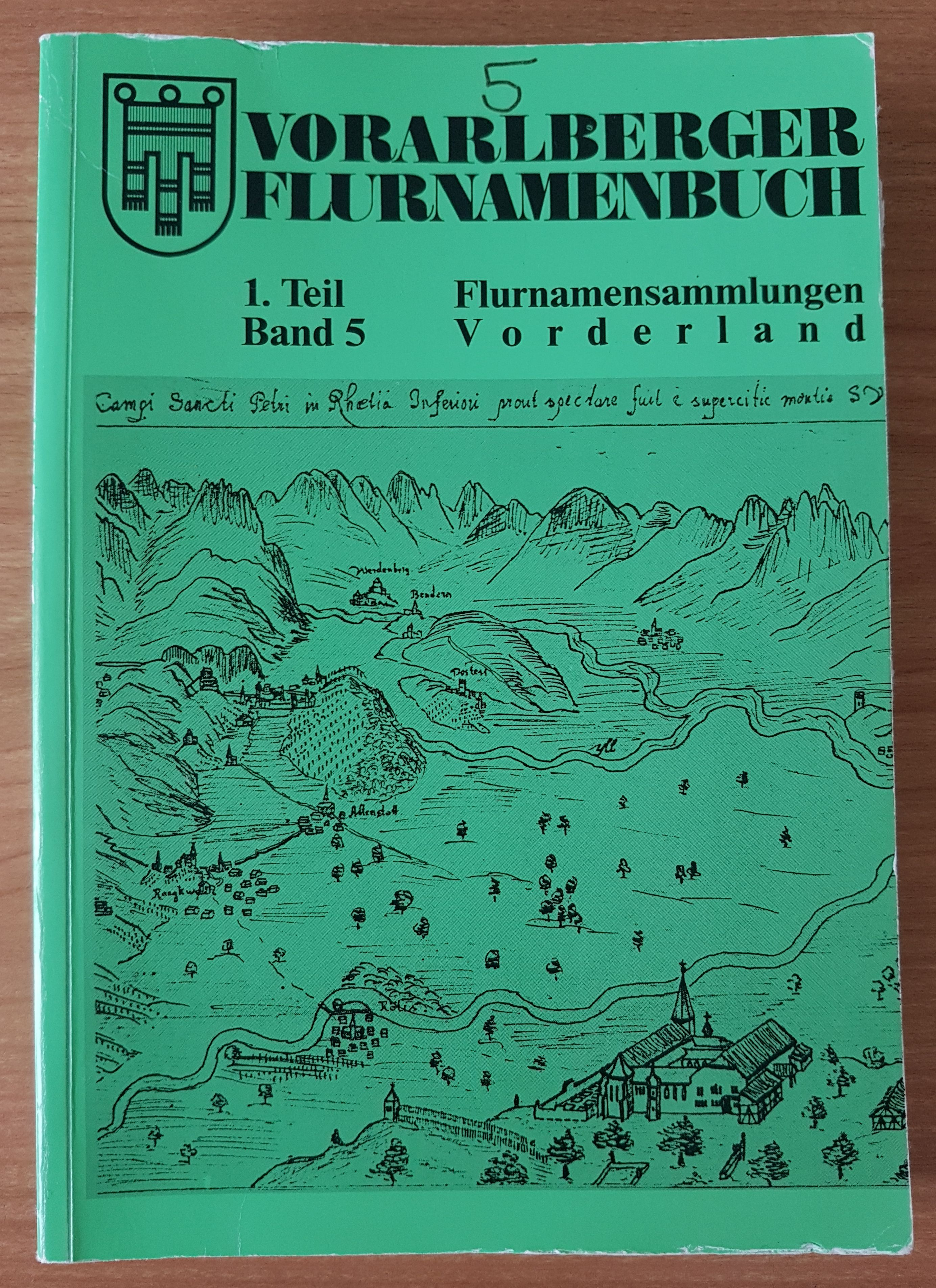
Band 5 des Vorarlberger Flurnamenbuches